# 桂米朝座談
桂米朝座談（かつらべいちょう・ざだん）は3代目桂米朝著、豊田善敬と戸田学共編の上方演芸など、演芸に関しての研究書である。2005年-2006年作（岩波書店刊）

## 概要
桂米朝は、落語活動のほか、上方演芸を中心とした演芸の研究の第一人者として知られ、その研究をまとめた大書「桂米朝集成」（編著同じ）という作品が発表されているが、この発表後、新たに発見された資料や録音、講演会、対談・座談をまとめたものである。全2巻。
- 第1巻[1]　米朝の師匠と仰ぐ正岡容や4代目桂米團治、小沢昭一、桂文枝らとの対談・座談、「戦中・戦後東京講談見聞記」、桂米團治の遺稿「凡想録」などをまとめた。
- 第2巻[2]　小松左京、茂山千之丞、柳家小さんらとの対談、更に大西信行のインタビューに答え、自らの創作活動について述べたものを書いている。また巻末に自主公演記録が収録されている

## 関連著
- 桂米朝集成
- 桂米朝句集